# KLAP!! 〜Kind Love And Punish〜
『KLAP!! 〜Kind Love And Punish〜』（クラップ カインドラブアンドパニッシュ）は、アイディアファクトリーのオトメイトブランドより2015年7月30日に発売されたPlayStation Vita用女性向け恋愛アドベンチャーゲーム。
調教師の主人公と妖怪たちによる所謂学園もの恋愛アドベンチャーゲーム。
週刊ファミ通のクロスレビューでシルバー殿堂入りした。
2017年3月30日に本作のファンディスク『KLAP!! 〜Kind Love And Punish〜 Fun Party』（クラップ カインドラブアンドパニッシュ ファンパーティー）が発売された。
2022年6月9日には、『KLAP!! ～Kind Love And Punish～』と『KLAP!! ～Kind Love And Punish～ Fun Party』を収録したNintendo Switch用ソフト『KLAP!! for Nintendo Switch』が発売予定。

## ストーリー
山城暦は教員免許を取得するも、教員採用試験には合格せず、自分が教師に向いてないのではないかと思い始めていた。そんな折、一通の合格通知が届く。しかし、その合格通知は日本の第48番目の都道府県「逢魔県」からのものであった。しかも、その学校は妖怪たちの通う学校で、主人公は教師ならぬ「調教師」として採用されたのであった。

## 登場人物
山城 暦（やましろ こよみ）
本作の主人公。幽魔たちの通う『黄泉校』に赴任した新人調教師。
美作 燈真（みまさか とうま）
声 - 森久保祥太郎

周防 壮介（すおう そうすけ）
声 - 梶裕貴

駿河 明人（するが あきと）
声 - 立花慎之介

カミル＝セッツェリン
声 - 木村良平

播磨 奏（はりま かなで）
声 - 岡本信彦

出雲 紫苑（いずも しおん）
声 - 杉田智和

近江 亮（おうみ りょう）
声 - 柿原徹也

日向 忍（ひゅうが しのぶ）
声 - 安元洋貴

石見 楓（いしみ かえで）
声 - 五十嵐裕美

ぬらりひょん
声 - 小林範雄

## 関連商品
- CD
  - KLAP!! 〜Kind Love And Punish〜 オリジナルサウンドトラック（2015年8月19日発売）
  - KLAP!! 〜Kind Love And Punish〜 キャラクターCD vol.1 美作燈真（2015年11月18日発売）
  - KLAP!! 〜Kind Love And Punish〜 キャラクターCD vol.2 周防壮介（2015年12月16日発売）
  - KLAP!! 〜Kind Love And Punish〜 キャラクターCD vol.3 駿河明人（2016年1月20日発売）
  - KLAP!! 〜Kind Love And Punish〜 キャラクターCD vol.4 カミル=セッツェリン（2016年2月17日発売）
  - KLAP!! 〜Kind Love And Punish〜 キャラクターCD vol.5 播磨奏（2016年3月16日発売）
  - KLAP!! 〜Kind Love And Punish〜 Fun Party ドラマCD そうだ、修学旅行へ行こう! 〜幽魔、京都へ降り立つ〜（2017年4月26日発売）
- 書籍 
  - KLAP!! 〜Kind Love And Punish〜 公式ビジュアルファンブック（2015年9月30日発売）
  - 小説 KLAP!! 〜Kind Love And Punish〜（2016年3月20日発売）
  - KLAP!! 〜Kind Love And Punish〜 公式アートブック（2017年4月21日発売）